# AaaI
AaaI是一種发现於細菌醋酸醋杆菌（Acetobacter aceti）的II型限制酶，其识别序列为
```
5'CGGCCG
3'GCCGGC
```

切割产生的粘性末端为
```
5'---C GGCCG---3'
3'---GCCGG C---5'
```

## 同裂酶
同样切割5'-CGGCCG-3'产生5'-C GGCCG-3'粘性末端的同裂酶有：
- BseX3I
- BstZI
- EagI
- EclXI
- Eco52I
- SenPT16I
- XmaIII